# Po tu storonu
Po tu storonu (По ту сторону) è un film del 1958 diretto da Fёdor Ivanovič Filippov.